# Salto nel vuoto
Salto nel vuoto é um filme de drama italiano de 1980 dirigido e escrito por Marco Bellocchio, Piero Natoli e Vincenzo Cerami. Foi selecionado como represente da Itália à edição do Oscar , organizada pela Academia de Artes e Ciências Cinematográficas.

## Elenco
- Michel Piccoli - Mauro Ponticelli
- Anouk Aimée - Marta Ponticelli
- Michele Placido - Giovanni Sciabola
- Gisella Burinato - Anna
- Antonio Piovanelli - Quasimodo
- Anna Orso - Marilena
- Pier Giorgio Bellocchio - Giorgio